# Montanus
Montanus var en kristen karismatisk ledare under 100-talet, grundare av montanismen. Hans läror ansågs kätterska bland annat eftersom han hävdade att han fått dem direkt från den helige ande och då han predikade talade han för Gud i första person, vilket misstogs som att han skulle ha ansett sig själv vara Gud.